# Моравски хървати
Моравските хървати е етническа група от хърватската народност, която в периода ХVІ – ХVІІ век, спасявайки се от османците, се преселва на земите на днешна Южна Моравия, както и в Австрия, Унгария и Словакия (Братислава). Към началото на ХХІ век числеността на моравските хървати не превишава 2 000 души.
Хърватите се заселват предимно около град Микулов, но в резултат на постепенната асимилация, към началото на 20 век остават само три етнически хърватски селища: Нови Пршеров, Добре Поле и Евишовка. По преброяването на населението в Чехословакия от 1921 г., общо там живеят 1682 души. Наред с родния си език, моравските хървати често говорят на немски и чешки.
След Втората световна война хърватите се завръщат в Моравия. Но след изборите през 1946 г. Чехословашката народна партия решава да ги депортира. На 11 юни 1948 г. Моравският земски национален комитет издава указ за изгонването на хърватското население от областта.
Славнително скоро обаче, още в 1954 г. държавата признава незаконността на решението си и разрешава завръщането на моравските хървати по родните им места. След 1989 г. Чехия полага големи усилия да запази уникалния етнос от изчезване. Хърватите са едно от официално признатите малцинства в Чехия.